# Aérodrome de Pont-sur-Yonne
L’aérodrome de Pont-sur-Yonne (code OACI : LFGO) est un aérodrome ouvert à la circulation aérienne publique (CAP), situé sur la commune de Gisy-les-Nobles à 3 km à l’est de Pont-sur-Yonne dans l’Yonne (région Bourgogne-Franche-Comté, France).
Il est utilisé pour la pratique d’activités de loisirs et de tourisme (aviation légère, hélicoptère et aéromodélisme).

## Installations
L’aérodrome dispose de deux pistes en herbe orientées sud-nord :
- une piste 14R/32L longue de 1 000 mètres et large de 60 ;
- une piste 14L/32R longue de 1 000 mètres et large de 80, réservée aux planeurs et aux ULM.

L’aérodrome n’est pas contrôlé. Les communications s’effectuent en auto-information sur la fréquence de 118,175 MHz.
S’y ajoutent :
- une aire de stationnement ;
- des hangars ;
- une station d’avitaillement en carburant (100LL) et en lubrifiant ;
- un restaurant[2].

## Activités
- Aéro-Club de Sens
- Aéro-club La maison du pilote
- Centre de planeurs du sénonais
- Association sportive Planète ULM
- Association Sénonaise de Constructeurs Amateurs d'Aéronefs (Club RSA)
- Aeromodel club de Sens (club aeromodélisme FFAM)